# 皇仆
皇僕（？—？），姬姓，是庆节的儿子，周部落首领。皇僕死后，由差弗继立。
皇僕死后，儿子差弗继立。